# ЧЕК (альбом группы «Контора Кука»)
«ЧЕК» — десятый альбом группы «Контора Кука».

## В записи приняли участие
- Владимир Елизаров (Кук) — вокал, гитара, бас
- Виктор Гуров — электроника, шумы
- Шумовое оформление — Виктор Гуров, Анна Муханова (10)

Также выражается благодарность за участие: Олег Садовников (аранжировка 4, 5, 6, 7), Данила Телегин.

## Список композиций
1. Утро
2. То место
3. 17.8 — 4.02
4. Долго
5. Поминки по Финнегану
6. В городах
7. Худая и белая
8. Новость
9. Оранжевый цвет
10. Страх
11. Чек

По версии Адрея Бухарина (RollingStone.ru), «ЧЕК» стал одним из 10-ти главных альбомов года.

## Пресса
Новая пластинка привычно наполнена разнообразными аллюзиями — вот Мамонов, вот Джойс, вот киноклассика. И при наличии иногда явных, иногда сомнительных аналогий — это выпукло авторская, оригинальная музыка.Андрей Смирнов, Завтра.ру
Все странные поскрипывания, вздохи клавишных аккордов, шаманский перестук ударных не вызывает никаких удивлённых вопросов — такая у них там, в параллельных мирах, непонятная нам параллельная жизнь. А вот сами тексты несут немалый заряд здоровой иронии, возвращая нас на грешную землю и уравновешивая любое страшное видение.Олег Гальченко, Наш Неформат

## Видео
- Клип на песню «То место»
- Клип на песню «Страх»